# Konstanty Ścibor-Marchocki
Konstanty Ludwik Ścibor-Marchocki (ur. 2 lutego 1899, zm. 10 sierpnia 1939) – podpułkownik dyplomowany artylerii Wojska Polskiego.

## Życiorys
Urodził się w rodzinie Ludwika Jana (1851–1935) i Marii Doroty Wincenty Mniszek (1869–1949).
28 lutego 1921 roku został zatwierdzony z dniem 1 kwietnia 1920 roku w stopniu porucznika, w artylerii, „w grupie oficerów byłych Korpusów Wschodnich i byłej armii rosyjskiej”. 3 maja 1922 roku został zweryfikowany w stopniu porucznika ze starszeństwem z dniem 1 czerwca 1919 roku i 414. lokatą w korpusie oficerów artylerii, a jego oddziałem macierzystym był wówczas 15 pułk artylerii polowej Wielkopolskiej w Bydgoszczy. W następnym roku w dalszym ciągu pełnił służbę w 15 pap. Z dniem 1 sierpnia 1924 roku został przydzielony do generalnego inspektora artylerii, generała broni Józefa Hallera na stanowisko oficera ordynansowego, pozostając oficerem nadetatowym 15 pap. Z dniem 20 lipca 1925 roku został przeniesiony służbowo na okres trzech miesięcy do 16 pułku Ułanów Wielkopolskich w Bydgoszczy celem praktycznego zapoznania się z organizacją, uzbrojeniem i regulaminami kawalerii. Z dniem 1 listopada 1925 roku został przydzielony do Wyższej Szkoły Wojennej w Warszawie, w charakterze słuchacza Kursu 1925/1927. 3 maja 1926 roku został mianowany kapitanem ze starszeństwem z dniem 1 lipca 1925 roku i 75. lokatą w korpusie oficerów artylerii. Z dniem 28 października 1927 roku, po ukończeniu kursu i otrzymaniu dyplomu naukowego oficera Sztabu Generalnego, został przydzielony do 11 Dywizji Piechoty w Stanisławowie na stanowisko oficera sztabu. W styczniu 1929 roku został przydzielony do Inspektoratu Armii we Lwowie. W lipcu tego roku został przeniesiony do Inspektoratu Armii w Toruniu na stanowisko referenta. Z dniem 15 stycznia 1931 roku został przeniesiony do 25 pułku artylerii lekkiej w Kaliszu. W październiku 1932 roku został przeniesiony do Wyższej Szkoły Wojennej na stanowisko wykładowcy. W roku szkolnym 1935–1936 był wykładowcą taktyki ogólnej. W opinii Józefa Kuropieski, słuchacza Kursu 1934–1936, „był to wykładowca zdolny, chętnie i zaciekle dyskutujący ze słuchaczami w czasie omawiania prac pisemnych, ale niezrównoważony oraz nie należał do najbardziej opanowanych i powściągliwych w słowach i gestach”. 12 marca 1933 roku został mianowany majorem ze starszeństwem z dniem 1 stycznia 1933 roku i 18. lokatą w korpusie oficerów artylerii.
W marcu 1939 roku został przydzielony do 26 Dywizji Piechoty w Skierniewicach na stanowisko szefa sztabu. Zmarł 10 sierpnia 1939 koło Poznania. W sobotę 12 sierpnia 1939 roku został pochowany na starym cmentarzu garnizonowym w Poznaniu.

## Odznaczenia
- Krzyż Walecznych (trzykrotnie) „za czyny męstwa i odwagi wykazane w bojach toczonych w latach 1918-1921”[22]
- Medal Niepodległości (16 marca 1937)[23],
- Srebrny Krzyż Zasługi (17 marca 1930)[24],
- Medal Pamiątkowy za Wojnę 1918–1921,
- Medal Dziesięciolecia Odzyskanej Niepodległości,
- Medal Międzysojuszniczy „Médaille Interalliée”[25],
- Odznaka Pamiątkowa Generalnego Inspektora Sił Zbrojnych (12 maja 1936).